# Steven St. Croix
Steven St. Croix, pseudonimo di Benjamin Banks (Los Angeles, 24 febbraio 1968), è un attore pornografico e regista pornografico statunitense.
Ha recitato in più di 800 film e ha vinto numerosi premi AVN. Il suo nome è stato inserito nella AVN Hall of Fame nel 2005.

## Biografia
Nato nel Connecticut, è cresciuto in una famiglia di testimoni di Geova molto devota. Ha frequentato la scuola professionale come muratore ed ha lavorato nel settore del telemarketing e della vendita dei video per adulti.

## Carriera
Nel dicembre 1992 è entrato nell'industria pornografica come assistente di produzione e, mentre lavorava alla scena Deep Throat 6, si è esibito nella sua prima scena per sostituire un attore che non si era presentato. Nel 1995, St. Croix è diventato il primo uomo a firmare un contratto con una delle più grandi compagnie nell'industria del cinema per adulti, la Vivid Video. Poco dopo, ha generato attenzione da parte dei media il fatto che il presidente della Vivid, Steven Hirsch avesse stipulato una polizza di un milione di dollari per assicurare i genitali di St. Croix, dichiarandosi preoccupato di un eventuale incidente motociclistico.
Alla fine degli anni '90 abbandona l'industria pornografica per dedicarsi alla recitazione tradizionale, prendendo lezioni di improvvisazioni e apparendo come comparsa in Baywatch.
Nel 2005 è stato inserito nella Hall of Fame dagli AVN Awards e nel 2010 ha lasciato nuovamente l'industria pornografica, salvo rientrarvi due anni più tardi.

## Filmografia

### Attore
- Private Fantasies 8 (1992)
- 69th Street (1993)
- 9 1/2 Days 2 (1993)
- 9 1/2 Days 3 (1993)
- 9 1/2 Days 5 (1993)
- Absolute Worst Of Amateur 1 (1993)
- Almost Home Alone (1993)
- Amateur Orgies Series 19 (1993)
- Amateur Orgies Series 20 (1993)
- American Beauty 1 (1993)
- Anal Takeover (1993)
- Arabian Nights (1993)
- Assent Of A Woman (1993)
- Bashful Blonde From Beautiful Bendover (1993)
- Beaver And Buttcheeks (1993)
- Beaverly Hillbillies (1993)
- Behind the Back Door 6 (1993)
- Best of Bloopers (1993)
- Big Murray's Newcummers 6 (1993)
- Bimbonese 101 (1993)
- Bitch (1993)
- Blaze Of Glory (1993)
- Blind Spot (1993)
- Blinded By Love (1993)
- Body Work (1993)
- Boob Tube (1993)
- Both Ends Burning (1993)
- Bottoms Up (II) (1993)
- Breast Wishes 12 (1993)
- Breast Worx 42 (1993)
- Burning Secrets (1993)
- Bust Line (1993)
- Cajun Heat (1993)
- Caught from Behind 18 (1993)
- Corruption Of Christina (1993)
- Coven (1993)
- Coven 2 (1993)
- Deep Cover (1993)
- Deep Throat 6 (1993)
- Dirty Little Lies (1993)
- Double Down (1993)
- Dr. Butts 3 (1993)
- Dragon Lady 5 (1993)
- Eight Ain't Enough (1993)
- Euphoria (1993)
- Euroslut 1 (1993)
- Flashback (1993)
- Gangbang Girl 12 (1993)
- Good Vibrations (1993)
- Governess (1993)
- Haunted Nights (1993)
- Ho' Style Takeover (1993)
- Hollywood Scandal (1993)
- Hollywood Swingers 8 (1993)
- Hot to Trot (1993)
- Jailhouse Cock (1993)
- Kiss Before Dying (1993)
- Lovers (II) (1993)
- Mask (1993)
- Mo' Honey (1993)
- Money Hole (1993)
- Moon Goddesses 2 (1993)
- Mr. Peepers' Amateur Home Videos 68 (1993)
- My Cousin Ginny (1993)
- New Lovers (1993)
- Night Train (1993)
- Orgy (1993)
- Orgy 2 (1993)
- Orgy 3 (1993)
- Original Wicked Woman (1993)
- Parlor Games (1993)
- Proposta oscena (1993)
- Pussyman 3 (1993)
- Pussyman 4 (1993)
- Quantum Deep (1993)
- Radical Affairs 6 (1993)
- Ring Of Passion (1993)
- Riot Grrrls (1993)
- Sarah Young's Sexy Secrets 4 (1993)
- Savannah Affair (1993)
- Sex Connection (1993)
- Sex Punk 2000 (1993)
- Sexcess (1993)
- Shameless Lady (1993)
- Shayla's Home Repair (1993)
- Shiver (1993)
- Smart Ass Delinquent (1993)
- Starbangers 4 (1993)
- Tail Taggers 101 (1993)
- Tight Ends In Motion (1993)
- Titty Bar (1993)
- Vagina Town (1993)
- Virgin (1993)
- Voices In My Bed (1993)
- Whoppers 6 (1993)
- Wicked Whispers (1993)
- Adult Video News Awards 1994 (1994)
- American Beauty 2: The Devil in Miss Angel (1994)
- Anal Arsenal (1994)
- Animal Instinct (1994)
- As Sweet As Can Be (1994)
- Assmania (1994)
- Bangkok Nights (1994)
- Beaver Hunt Video 1 (1994)
- Big Bust Bangers 2 (1994)
- Big Town (1994)
- Black Velvet 3 (1994)
- Bloopers (1994)
- Booty By Nature (1994)
- Breastman Back in Breastland (1994)
- Bring on the Night (1994)
- Buttman's Wet Dream (1994)
- Butts Up (1994)
- Cathouse (1994)
- Caught from Behind 19 (1994)
- Centerfold Strippers (1994)
- Chateau Du Cheeks (1994)
- Cheating (1994)
- Chinatown (1994)
- Darker Side (1994)
- Demolition Woman 1 (1994)
- Dirty Little Mind (1994)
- Dirty Looks (1994)
- Dog Walker (1994)
- Doggie Style (1994)
- Euroslut 2 (1994)
- Fantasy Chamber (1994)
- Fourth Vixxen (1994)
- Geranalmo (1994)
- Ghosts (1994)
- Glen And Glenda (1994)
- Golden Globes (new) (1994)
- Gonzo Groups And Gang Bangs (1994)
- Good Pussy (1994)
- Hard-on Copy (1994)
- Hot Tight Asses 5 (1994)
- Lap Of Luxury (1994)
- Legend of Barbi-Q and Little Fawn (1994)
- Masseuse 2 (1994)
- Mating Pot (1994)
- Midnight Snacks (1994)
- More Than A Handful 4 (1994)
- My Generation (1994)
- N.Y.D.P. (1994)
- No Motive (1994)
- Objective: DP (1994)
- Paging Betty (1994)
- Petite And Sweet (1994)
- Pretending (1994)
- Private Requests (1994)
- Pulse (1994)
- Pussy Clips 1 (1994)
- Pussy Clips 6 (1994)
- Pussy Whipped (1994)
- Pussyman 7 (1994)
- Pussywoman 2 (1994)
- Reel Sex World 1 (1994)
- Reel Sex World 2 (1994)
- Reel Sex World 3 (1994)
- Reel Sex World 4 (1994)
- Reel Sex World 5 (1994)
- Revenge of Bonnie and Clyde (1994)
- Rosie The Neighborhood Slut (1994)
- Sabotage (1994)
- Satin And Lace (1994)
- Secrets of Bonnie and Clyde (1994)
- Sex Trek 4 (1994)
- Sexual Healing (1994)
- Sista Act (1994)
- Sister Snatch (1994)
- Sleeping Single (1994)
- Sluts in Suburbia (1994)
- Sniff Doggystyle (1994)
- Spa (1994)
- Stand Up (1994)
- Star (1994)
- Starbangers 5 (1994)
- Supermodel 1 (1994)
- Supermodel 2 (1994)
- Tail Taggers 106 (1994)
- Tail Taggers 120 (1994)
- Undercover Lover (1994)
- Victoria With An 'A' (1994)
- Visions Of Desire (1994)
- Voyeur 1 (1994)
- Western Nights (1994)
- Whispered Lies (1994)
- White Satin Nights (new) (1994)
- Yankee Rose (1994)
- Adult Video News Awards 1995 (1995)
- All Amateur Perfect 10's (1995)
- All-Star Anal Interviews 1 (1995)
- Anal Generation (1995)
- Anal Virgins of America 10 (1995)
- Arabian Nights (1995)
- Ass Openers 3 (1995)
- Attic Toys (1995)
- Attitude (1995)
- Backdoor Mistress (1995)
- Backing In 6 (1995)
- Best Butt in the West 2 (1995)
- Blindfold (1995)
- Blonde in Blue Flannel (1995)
- Blue Movie (1995)
- Boobtown (1995)
- Bordello (1995)
- Borderline (1995)
- Bun Masters (1995)
- Butt Banged Cycle Sluts (1995)
- Carmen the Spanish Whore (1995)
- Catwalk 2 (1995)
- Caught in the Act (III) (1995)
- Chasin the Fifties (1995)
- Cinesex 1 (1995)
- Cinesex 2 (1995)
- Cloud 9 (1995)
- College Cuties (1995)
- Comeback (1995)
- Cry Baby (1995)
- Cumming Of Ass (1995)
- Cynthia And The Pocket Rocket (1995)
- Dangerous Games (1995)
- Dear Diary (1995)
- Deep Inside Tyffany Million (1995)
- Desperate (1995)
- Diary of a Geisha (1995)
- Dinner Party (1995)
- Dirty Stories 2 (1995)
- Dirty Tricks 1 (1995)
- Drilling For Gold (1995)
- Drive In Dreams (1995)
- Elodie Does the USA (1995)
- Erotic Desires (1995)
- Every Woman Has A Fantasy 3 (1995)
- F Zone (1995)
- Fire Down Below (1995)
- Flesh Shopping Network (1995)
- Fluff Dreams (1995)
- Forever Young (1995)
- Fresh Meat 2 (1995)
- Gangbusters (1995)
- Generally Horny Hospital (1995)
- Girl With The Heart-shaped Tattoo (1995)
- Golden Touch (1995)
- Hotel Sodom 1 (1995)
- Hotel Sodom 2 (1995)
- Hotel Sodom 6 (1995)
- Island of Lust (1995)
- Kiss (1995)
- Loose Morals (1995)
- Love Thrust (1995)
- Lust Runner (1995)
- Many Happy Returns (1995)
- Naked Ambition (1995)
- Naked Truth (1995)
- Night Nurses (1995)
- Night Play (1995)
- Nylon (1995)
- Obsessions In Lace (1995)
- On The Run (1995)
- Oral Majority 13 (1995)
- Pool Party at Seymore's 2 (1995)
- Priceless (1995)
- Prisoner of Love (1995)
- Private Video Magazine 21 (1995)
- Pubic Access (1995)
- Pussyman 11 (1995)
- Pussyman 8 (1995)
- Pussyman 9 (1995)
- Return Engagement (1995)
- Romeo Syndrome (1995)
- Scarlet Woman (1995)
- Sex In Abissi (1995)
- Sex Trek 5 (1995)
- Silent Women (1995)
- Silk Stockings: The Black Widow (1995)
- Sister Snatch 2 (1995)
- Skin Hunger (1995)
- Slippery Slopes (1995)
- Spirit Guide (1995)
- Strippers Inc. 2 (1995)
- Striptease (1995)
- Suburban Buttnicks Forever (1995)
- Talking Trash 2 (1995)
- Tempted (1995)
- Tender Loving Care (1995)
- Trouble (1995)
- Two Sides of a Lady (1995)
- Virtual Reality 69 (1995)
- Voyeur 5 (1995)
- Wild Breed (1995)
- Wild Desires (1995)
- Adult Video News Awards 1996 (1996)
- Black Ass Masters 4 (1996)
- Bobby Sox (1996)
- Body Language (1996)
- Butt Hunt 19 (1996)
- Buttman's Butt Freak 2 (1996)
- Chasey Saves The World (1996)
- Comix (1996)
- Couples 2 (1996)
- Cumback Pussy 1 (1996)
- Deep Behind the Scenes with Seymore Butts 1 (1996)
- Deep Behind the Scenes with Seymore Butts 2 (1996)
- Deep Inside Kaithlyn Ashley (1996)
- Dirty Little Secrets (1996)
- Double Cross (1996)
- Gangland Bangers (1996)
- Hard Feelings (1996)
- Head Trip (1996)
- Heetseekers (1996)
- Hotel Sodom 10 (1996)
- House Arrest (1996)
- Illicit Entry (1996)
- In Cold Sweat (1996)
- In the Raw (1996)
- Internal Affairs (1996)
- Interview With A Vibrator (1996)
- Janine: Extreme Close Up (1996)
- Julia Ann Superstar (1996)
- Kinky Cameraman 2 (1996)
- Lethal Affairs (1996)
- Lip Service (1996)
- Lollipop Lickers (1996)
- Luna Chick (1996)
- Mesmerized (1996)
- Mesmerized 2 (1996)
- Mindset (1996)
- Monkey Business (1996)
- Motel Sex 5 (1996)
- Naked Desert (1996)
- Nightbreed (1996)
- Nikki Loves Rocco (1996)
- Oral Obsession 2: Phone Booth (1996)
- Palace Of Pleasure (1996)
- Pleasureland (1996)
- Pure (1996)
- Pussy Clips 12 (1996)
- Pussy Hunt 24 (1996)
- Raging Passions (1996)
- Red Hot Passions (1996)
- San Francisco Connection (1996)
- Sex Gallery (1996)
- Sex Machine (1996)
- Show 1 (1996)
- Sleepover (1996)
- Smokescreen (1996)
- Some Like It Hard (1996)
- Stardust 1 (1996)
- Stardust 2 (1996)
- Stardust 3 (1996)
- Stardust 8 (1996)
- Stiff (1996)
- Suggestive Behavior (1996)
- Swing (1996)
- View Point (1996)
- Visions Of Seduction (1996)
- Ancient Asian Sex Secrets (1997)
- Assgasms 1 (1997)
- Backing In 8 (1997)
- Bad Wives 1 (1997)
- Big Game (1997)
- Censored (1997)
- City of Sinn (1997)
- Cum Sucking Whore Named Vanessa Chase (1997)
- Deep Inside Shayla LaVeaux (1997)
- Heat (1997)
- Jenteal: Extreme Close Up 2 (1997)
- Legal Favors (1997)
- Loads of Peter North (1997)
- Lotus (1997)
- Nice The Naughty And The Bad (1997)
- Other Side of Shawnee (1997)
- Pierced Shaved And Anal (1997)
- Show 2 (1997)
- Stardust 10 (1997)
- Stardust 4 (1997)
- Stardust 5 (1997)
- Stardust 6 (1997)
- Stardust 7 (1997)
- Stardust 9 (1997)
- Sweet Revenge (1997)
- Tattle Tales (1997)
- Voyeur's Favorite Blowjobs And Anals 1 (1997)
- Wishbone (1997)
- You Bet Your Ass (1997)
- Zone (1997)
- Adult Video News Awards 1998 (1998)
- Last Movie (1998)
- Search For The Snow Leopard (1998)
- Show 3 (1998)
- Woman Scorned (1998)
- Adult Video News Awards 1999 (1999)
- Alley Cats (1999)
- Art Lover (1999)
- Complete Kobe (1999)
- Deep Inside Kylie Ireland (1999)
- Desperate Love (1999)
- Dreamwagon: Inside The Adult Film Industry (1999)
- First Impulse (1999)
- Pussyman's Bloopers And Practical Jokes (1999)
- Voyeur's Favorite Blowjobs And Anals 3 (1999)
- Behind the Scenes: Caribbean Undercover (2000)
- Behind the Scenes: Sex Island (2000)
- Best of the Vivid Girls 30 (2000)
- Bushel and a Peck (2000)
- Cream of Cumback Pussy (2000)
- Motel Sex (2000)
- Private Vignettes 1 (2000)
- Ruby's All Night Diner (2000)
- Voices (2000)
- X-Rated Auditions 1 (2000)
- 3 On A Honeymoon (2001)
- Adult Movie 1 (2001)
- Amber's Pursuit (2001)
- Anal Addicts 3 (2001)
- Babewatch 13 (2001)
- Babewatch 14 (2001)
- Blue Angel (2001)
- Club Kink (2001)
- Deep Inside Racquel Darrian (2001)
- Deep Pink 2: Salsa Pink (2001)
- Design for Desire (2001)
- Devil's Tail (2001)
- Director's Cut (2001)
- Edge (2001)
- Five Rooms (2001)
- Flash (2001)
- G Spot (2001)
- Gift (2001)
- Hell House (2001)
- Naked Hollywood 6: Money Can Buy Anything (2001)
- Naked Hollywood 7: Never Can Say Goodbye (2001)
- Naked Hollywood 8: Women On Top (2001)
- Naked Pictures (2001)
- Nice Neighbors (2001)
- On The Ropes (2001)
- Over the Counter (2001)
- Phantom Love (2001)
- Planet of the Babes (2001)
- Pussyman's Ass Busters 2 (2001)
- Pussyman's Face Sitting Fanatics 1 (2001)
- Pussyman's International Butt Babes 4 (2001)
- Pussyman's International Butt Babes 5 (2001)
- Pussyman's Large Luscious Pussy Lips 3 (2001)
- Quiver (2001)
- Real Thing (2001)
- Savage Security (2001)
- Screw My Wife Please 19 (And Rock Her World) (2001)
- Sexcess 1: Dirty Money (2001)
- Sexcess 2: Vampire's Gulch (2001)
- Sexy Sorority Initiations 4 (2001)
- Stand In (2001)
- Tango (2001)
- Teen Tryouts Audition 10 (2001)
- Teen Tryouts Audition 9 (2001)
- Unreal (2001)
- Voyeur's Favorite Blowjobs And Anals 5 (2001)
- Wicked Whispers (2001)
- Will Power (2001)
- Women of the World (2001)
- X-Rated Auditions 2 (2001)
- XXX 5: Wild Orchids (2001)
- Young Stuff 5 (2001)
- 100% Anal 1 (2002)
- 100% Blowjobs 6 (2002)
- 100% Blowjobs 7 (2002)
- A Train 1 (2002)
- A Train 3: Deep in the Anal Heartland (2002)
- A Train 4 (2002)
- A Train 5 (2002)
- Adult Video News Awards 2002 (2002)
- American Girls 2 (2002)
- Anal Assault 1 (2002)
- Anal Assault 2 (2002)
- Asia and Friends Exposed (2002)
- Babewatch 15 (2002)
- Babewatch 16 (2002)
- Barely 18 1 (2002)
- Barely Legal 26 (2002)
- Barely Legal 33 (2002)
- Big Blowout (2002)
- Body (2002)
- Breathless (2002)
- C Men (2002)
- Capers (2002)
- Color Blind (2002)
- Contract (2002)
- Counterfeit (2002)
- Crack Pack (2002)
- Crazy About You (2002)
- Crime and Passion (2002)
- Criss Cross (2002)
- Daddy's Dirty Little Girls 1 (2002)
- Damned (2002)
- Dark Influences (2002)
- Deep Inside Ashlyn Gere (2002)
- Deep Inside Christy Canyon (2002)
- Devinn Lane Show 1: Forbidden Zone (2002)
- Duchess (2002)
- Fairy's Tail (2002)
- Fantasy Suites (2002)
- Filthy Little Whores 7 (2002)
- Filthy Little Whores 8 (2002)
- Foul Mouth Sluts 1 (2002)
- Girl Talk (2002)
- Grand Opening (2002)
- Grrl Power 13 (2002)
- Gypsy Curse (2002)
- Hard Evidence 1 (2002)
- Hard Tails (2002)
- Haze (2002)
- Head Games (2002)
- Heaven (2002)
- High Society 1: The Making of a Sex Star (2002)
- Hot Rods (2002)
- I Dream of Jenna 1 (2002)
- Island Rain (2002)
- Killer Sex (2002)
- Last Resort (2002)
- Liar's Club (2002)
- Long Story Short (2002)
- Love at First Byte (2002)
- Love Muffins (2002)
- Menage A Trois (2002)
- Merger (2002)
- Mind Phuk (2002)
- Money Shots (2002)
- Naked Hollywood 12: Gonna Find Out Whos Naughty or Nice (2002)
- Naked Hollywood 15: The Body Beautiful (2002)
- Naked Hollywood 9: Odd Couples (2002)
- Naughty Nikita (2002)
- Pandora (2002)
- Paradise Lost (2002)
- Paying The Piper (2002)
- Private Moments (2002)
- Psychosis (2002)
- Pussyman's Ass Busters 3 (2002)
- Pussyman's Shaving Starlets 3 (2002)
- Pussyman's Spectacular Butt Babes 3 (2002)
- Raw Sex (2002)
- Rear Factor (2002)
- Rear Factor 2 (2002)
- Return To The Edge (2002)
- Ribbon Of Desires (2002)
- Riptide (2002)
- Second Chance (2002)
- Secrets 2 (2002)
- Seductress (2002)
- Surfer Girl (2002)
- Surrender Chelsea (2002)
- Sweet and Sour Slits (2002)
- Sweetheart Trilogy (2002)
- Tease Me Off (2002)
- Teen Tryouts Audition 13 (2002)
- Teen Tryouts Audition 14 (2002)
- Teen Tryouts Audition 16 (2002)
- Thrills 1 (2002)
- Tits and Ass 1 (2002)
- True Love (2002)
- Ultimate Firsts (2002)
- Upper Class (2002)
- Virgin Canvas (2002)
- Virtual Vivid Erotic Holidays (2002)
- Vixxen (2002)
- Where The Fuck is The G Spot (2002)
- Whoriental Sex Academy 5 (2002)
- Wife Taker (2002)
- Wild Pair (2002)
- Young Julia Ann (2002)
- All Anal 1 (2003)
- Anal Assault 3 (2003)
- Anal Assault 4 (2003)
- Anal Assault 5 (2003)
- Angels (2003)
- Another Woman's Eyes (2003)
- Any Dorm In A Storm (2003)
- Assficianado 5 (2003)
- Bachelor (2003)
- Ball Busters (2003)
- Barely 18 2 (2003)
- Barely 18 3 (2003)
- Barely 18 5 (2003)
- Barely 18 6 (2003)
- Barely Legal 39 (2003)
- Barely Legal 40 (2003)
- Barely Legal 42 (2003)
- Barely Legal 44 (2003)
- Beautiful (2003)
- Behind the Mask (2003)
- Best of Sondra Hall (2003)
- Big Ass Anal Exxxstravaganza (2003)
- C Men 2 (2003)
- California Bad Girls 1 (2003)
- Caught Stealing (2003)
- Code Blue (2003)
- Couples (2003)
- Deep Inside Dru Berrymore (2003)
- Deep Inside Monica Mayhem (2003)
- Deep Trouble (2003)
- Desire (2003)
- Dream Girls (2003)
- Eager Beavers (2003)
- Eighteen (2003)
- Enchantment (2003)
- Exile (2003)
- Eye Spy: Dasha (2003)
- Fast Cars (2003)
- Fetish Underground (2003)
- Fidelity Inc. (2003)
- Finesse (2003)
- Free Ride (2003)
- Girlgasms 1 (2003)
- Hollywood Guru (2003)
- Hollywood Hostel (2003)
- Hook-ups 4 (2003)
- Identities (2003)
- I'll Do Anything (2003)
- Improper Conduct (2003)
- Innocence Sweet Cherry (2003)
- International Tushy (2003)
- Into Dreams (2003)
- Jamaican Me Horny (2003)
- Jenna Loves Kobe (2003)
- Jill Kelly Superstars (2003)
- Kink (2003)
- Kira's Hot Spot (2003)
- Kiss And Tell (2003)
- Looking In (2003)
- Mirror Image (2003)
- Monica Sweetheart AKA Filthy Whore (2003)
- Naked Hollywood 17: Lights, Camera, Action (2003)
- Naked Hollywood 20 (2003)
- Naked Hollywood 21: Love And Math (2003)
- Nasty Bottoms (2003)
- Naughty Bedtime Stories 2 (2003)
- Naughty Bottoms (2003)
- Naughty Little Nymphs (2003)
- On Location With Simon Wolf's Naughty Bedtime Stories 2 (2003)
- Open Up And Say Ahhh (2003)
- Possession (2003)
- Pretty Girl (2003)
- Private Life of Jodie Moore (2003)
- Private Reality 19: Beds of Sin (2003)
- Private Sports 1: Moto XXX (2003)
- Private Sports 3: Desert Foxxx (2003)
- Puritan Magazine 46 (2003)
- Rawhide 1 (2003)
- Secret Suburban Sex Parties (2003)
- Serenity In Toyland (2003)
- Sex and Romance (2003)
- Sex Lies And Desires (2003)
- Sex Trials (2003)
- Splish Splash (2003)
- Stable (2003)
- Swedish Erotica 4Hr 23 (2003)
- Sweet Sounds (2003)
- Sweetie Baby (2003)
- Swirl (2003)
- Teen Power 6 (2003)
- Teen Tryouts Audition 28 (2003)
- Teen Tryouts Audition 30 (2003)
- Thrills 2 (2003)
- Tight and Asian 1 (2003)
- Tight and Asian 3 (2003)
- Tits and Ass 3 (2003)
- Tongue and Cheek 1 (2003)
- Trouble X 2 (2003)
- True Power (2003)
- Unforgettable (2003)
- Vault (2003)
- Vortexxx (2003)
- Way You Kiss Me (2003)
- Whore (2003)
- Wicked Sorceress (2003)
- Woman Under Glass (2003)
- Zodiac Rising (2003)
- 18 Year Old Pussy 1 (2004)
- 18 Year Old Pussy 4 (2004)
- 5 Guy Cream Pie 12 (2004)
- 5 Guy Cream Pie 15 (2004)
- Ablaze (2004)
- Acting Out (2004)
- Adult Video News Awards 2004 (2004)
- Art Of Anal 2 (2004)
- Art Of Anal Group Sex (2004)
- Award Winning Sex Scenes (2004)
- Barefoot Confidential 31 (2004)
- Barely 18 12 (2004)
- Barely 18 14 (2004)
- Barely 18 8 (2004)
- Barely 18 9 (2004)
- Barely Legal 49 (2004)
- Barely Legal Innocence 2 (2004)
- Barely Legal Summer Camp 2 (2004)
- Blue Angels 1: The Second Coming (2004)
- Blue Angels 2 (2004)
- Born a Rebel (2004)
- Chasing Destiny (2004)
- Chica Boom 25 (2004)
- Chica Boom 26 (2004)
- Close-up 2 (2004)
- Dawn (2004)
- Delilah (2004)
- Delusions (2004)
- Desperate Desires (2004)
- Diary of an Orgy (2004)
- Dinner Party 3: Cocktales (2004)
- Dirty Little Girls (2004)
- Dream Teens 1 (2004)
- Droppin' Loads 2 (2004)
- Edge Runner (2004)
- Friends And Lovers (2004)
- Getaway (2004)
- Hard Candy (2004)
- Hot and Spicy Latinass 3 (2004)
- I Love This Business (2004)
- Interactive Sin (2004)
- Irresistible Asia (2004)
- Jenna Jameson's Wicked Anthology 2 (2004)
- Jenna Uncut and Uncensored (2004)
- Kane's World: The Best of Kimberly Kane (2004)
- Key Party (2004)
- Killer Sex and Suicide Blondes (2004)
- Kiss Me Deadly (2004)
- Legal Tender 2 (2004)
- Lexie and Monique Love Rocco (2004)
- Lighter Side of Heather (2004)
- Malibu's Most Latin 1 (2004)
- Mood Ring (2004)
- Novelist (2004)
- Out of Control (2004)
- Panty Raid (2004)
- Payback (2004)
- Perfect Kiss (2004)
- Pop 2 (2004)
- Private Reality 21: Fuck Me (2004)
- Racer X (2004)
- Resort (2004)
- Say Aloha To My A-hola (2004)
- Secrets of the Hollywood Madam 1 (2004)
- Sentenced (2004)
- Sloppy 2nds (2004)
- Snow Job (2004)
- Specs Appeal 17 (2004)
- Specs Appeal 18 (2004)
- Specs Appeal 21 (2004)
- Supersize Tits 4 (2004)
- Sweatshop (2004)
- Sweetheart (2004)
- Taboo 21 (2004)
- Tales of Lace (2004)
- Teen Angel (2004)
- Teen Idol 1 (2004)
- Teen Power 10 (2004)
- Teen Power 11 (2004)
- This Is the Girl (2004)
- Ticket 2 Ride (2004)
- Undertow (2004)
- Valley 911 (2004)
- Valley Girls 2 (2004)
- Wet Nurse (2004)
- Writer's Block (2004)
- 31 Flavors (2005)
- 7 Deadly Sins (2005)
- Adult Video News Awards 2005 (2005)
- American Dreams (2005)
- Anal Fiction (2005)
- And The Envelope Please Chasey Lain (2005)
- And The Envelope Please Tawny Roberts (2005)
- Au Pair (2005)
- Barefoot Confidential 38 (2005)
- Barefoot Confidential 39 (2005)
- Barely Legal 52 (2005)
- Between The Sheets (2005)
- Caught in the Act (2005)
- Centerfold Secrets (2005)
- Chica Boom 30 (2005)
- Chica Boom 32 (2005)
- Chica Boom 33 (2005)
- Cotton Panties Half Off (2005)
- Cum on My Latin Tongue 1 (2005)
- DD Adventures of the 7 Year Bitch (2005)
- Deep in Malezia (2005)
- Doggy Style (2005)
- Drive (2005)
- Feels Like Love (2005)
- Filthy (2005)
- Here's The Thing About My Blowjobs (2005)
- High Heeled House Calls (2005)
- Honey We Blew Up Your Pussy 2 (2005)
- Honey We Blew Up Your Pussy 3 (2005)
- Honey We Blew Up Your Pussy 5 (2005)
- Honey We Blew Up Your Pussy 6 (2005)
- Hungry For Ass (2005)
- Inside Moves (2005)
- Internal Affairs (2005)
- Jane Blond DD7 (2005)
- Karma (2005)
- Kick Ass Chicks 26: Gen Padova (2005)
- Lettin' Her Fingers Do The Walking (2005)
- Lick Clique (2005)
- Lil Red Riding Slut (2005)
- Look What's Up My Ass 7 (2005)
- Magic Night With Art (2005)
- Monique on the Sly (2005)
- Mountain High (2005)
- Mythology (2005)
- New Neighbors (2005)
- Nut Busters (2005)
- Only in America (2005)
- Outcall Confessions 2 (2005)
- Perfect Date (2005)
- Perfect Life (2005)
- Pirates (2005)
- Pornstar Playhouse (2005)
- Prisoner (2005)
- Reunion (2005)
- Rookie (2005)
- Samurai Knights (2005)
- Scorpio Rising (2005)
- Secret Lives of Porn Stars (2005)
- Secrets of the Velvet Ring (2005)
- Served (2005)
- Sexual Auditions (2005)
- Signature Series 13: Lauren Phoenix (2005)
- Spending The Night With Savanna (2005)
- Teen Power 12 (2005)
- Teen Power 13 (2005)
- Teen Power 14 (2005)
- Teen Power 15 (2005)
- Torn (2005)
- True Hollywood Twins (2005)
- Twisted Tales 2 (2005)
- Two Hot (2005)
- Unfaithful Secrets (2005)
- University Of Austyn 1 (2005)
- What is Erotic? (2005)
- What's A Girl Gotta Do (2005)
- Wishful Thoughts (2005)
- Wonderland (2005)
- Young Asian Cuties 1 (2005)
- Young Sluts, Inc. 17 (2005)
- Young Sluts, Inc. 19 (2005)
- Ass Pumpers 2 (2006)
- Barefoot Confidential 42 (2006)
- Barely Legal 58 (2006)
- Barely Legal 59 (2006)
- Barely Legal 60 (2006)
- Barely Legal 61 (2006)
- Barely Legal 64 (2006)
- Barely Legal 66 (2006)
- Black Label 41: God's Will (2006)
- Blacklight Beauty (2006)
- Blue Collar (2006)
- Breast Obsessed (2006)
- Butt Sluts 2 (2006)
- Cash And Carey (2006)
- Chica Boom 36 (2006)
- Chica Boom 37 (2006)
- Chica Boom 39 (2006)
- Chica Boom 40 (2006)
- Dinner Party (2006)
- Fashion Underground (2006)
- Flesh and Fantasy (2006)
- Flight 69 (2006)
- Fling (2006)
- Honey We Blew Up Your Pussy 11 (2006)
- Hook-ups 11 (2006)
- Hook-ups 12 (2006)
- How Far Will You Go (2006)
- Illicit Affairs (2006)
- I'm a Tease 2 (2006)
- Indecent Radio (2006)
- It's a Daddy Thing 2 (2006)
- Kick Ass Chicks 30: Hairy Beavers (2006)
- Kill Jill 1 (2006)
- Krystal Therapy (2006)
- Lady of the Evening (2006)
- Laid In Japan (2006)
- Latin Love Dollz (2006)
- Lay's Anatomy (2006)
- Lessons in Love (2006)
- Longing for Him (2006)
- Lust In Lace 2 (2006)
- Made in the USA (2006)
- Mary Carey Gets Carried Away (2006)
- Mistaken Identity (2006)
- Naughty Office 3 (2006)
- Nikki Benz: Simply Blonde (2006)
- Nikki Benz: Simply Blonde 2 (2006)
- Oral Support (2006)
- Petals (2006)
- Pool Party (2006)
- Postcards From The Bed (2006)
- Power Lines (2006)
- Prep School Princess (2006)
- Reform School Girls 1 (2006)
- Secret Lovers (2006)
- Secrets (2006)
- Sex Illusions 2 (2006)
- Sexy Fast and Furious (2006)
- Sitter (2006)
- Skin: Monica Mayhem (2006)
- Slave Dolls 2 (2006)
- Star (2006)
- Stop or I'll Squirt 3 (2006)
- Teen Power 16 (2006)
- Teen Power 17 (2006)
- Twin Peaks 2 (2006)
- Twindom (2006)
- Twins Do Vegas (2006)
- Tycoon (2006)
- University Of Austyn 2 (2006)
- Watching Samantha (2006)
- What Happens in Christy Stays in Christy (2006)
- Young Wet Bitches 2 (2006)
- All American Fuck Fest (2007)
- Anal Lovers 2 (2007)
- Bad 2 the Bone (2007)
- Barefoot Confidential 44 (2007)
- Barefoot Confidential 46 (2007)
- Barefoot Confidential 48 (2007)
- Barefoot Confidential 49 (2007)
- Barely Legal 77 (2007)
- Barely Legal Christmas (2007)
- Beloved Chanel (2007)
- Best of Lewd Conduct (2007)
- Big City Nights (2007)
- Blonde Legends (2007)
- Body Worship (2007)
- Bone Ranger (2007)
- Boss' Daughter (2007)
- Breaking and Entering (II) (2007)
- Breakup Sex (2007)
- Call Girl Confidential (2007)
- Chanel Illustrated (2007)
- Chemistry 3 (2007)
- Confessions of the Heart (2007)
- Devil Wears Leather (2007)
- Diary of a Nanny 2 (2007)
- Dripping Wet (III) (2007)
- Erotic Aftershock (2007)
- Explosive Fantasies (2007)
- Exxxtra Credit (2007)
- Farmer's Daughters Make You Go Yee-Haw (2007)
- Fetish Dolls (2007)
- Flawless 8 (2007)
- Frat House (2007)
- Full Gallon Juggs 1 (2007)
- Garden of Lust (2007)
- Hard Time (2007)
- Hot Pink (2007)
- House on Lovers Lane (2007)
- I Dream of Jenna 2 (2007)
- In Deep (2007)
- Kick Ass Chicks 37: Spinners (2007)
- Kill Jill 2 (2007)
- Killer Desire (2007)
- Lela Undone (2007)
- Next (2007)
- Old Geezers Young Teasers 1 (2007)
- One Last Kiss (2007)
- Operation: Desert Stormy (2007)
- Pipe Dreams (II) (2007)
- Reflexxxions (2007)
- Sex Addicts 3 (2007)
- Sex and Violins (2007)
- Sexual Indulgence (2007)
- Sexual Sensations (2007)
- Sexy Moves (2007)
- Slumber Party (2007)
- Spunk'd the Movie (2007)
- Stripped: Ava Rose (2007)
- Strippers Need Love Too (2007)
- Sunrise Adams' Guide to Best Blowjobs (2007)
- Supernatural (2007)
- Taboo 23 (2007)
- Tainted Teens 4 (2007)
- Temp (2007)
- Adventures in Babysitting (2008)
- Are You Smarter Than a Porn Star (2008)
- Ashlynn Goes To College 1 (2008)
- Bad Girls, Ink. (2008)
- Bad Wives Book Club (2008)
- Barefoot Confidential 52 (2008)
- Barefoot Confidential 53 (2008)
- Barefoot Confidential 54 (2008)
- Barefoot Confidential 55 (2008)
- Barefoot Confidential 56 (2008)
- Barefoot Confidential 57 (2008)
- Behind the Cyber Door (2008)
- Big Tits at Work 3 (2008)
- Boot Camp: Sex Survival Weekend (2008)
- Bree's College Daze 1 (2008)
- Bring Me the Head of Shawna Lenee (2008)
- Car Wash (2008)
- Carmen Goes South (2008)
- Cheating Affairs (2008)
- Cock Grinder: Brea Bennett (2008)
- Cry Wolf (2008)
- Erotic Ghost Whisperer (2008)
- Fired (2008)
- Fleshdance (2008)
- Foxtrot (2008)
- Heavenly Heat (2008)
- Impulsive (2008)
- Intense Desires (2008)
- Kayden Exposed (2008)
- Kick Ass Chicks 48: Brunettes (2008)
- Latin Seduction (2008)
- Layover (2008)
- Love Sounds (2008)
- Lucky Stiff (2008)
- Miles From Needles (2008)
- Moving Out (2008)
- Netchixxx (2008)
- Old Geezers Young Teasers 2 (2008)
- One Night Stand (2008)
- Pirates II: Stagnetti's Revenge (2008)
- Possessed (2008)
- Priceless Fantasies (2008)
- Provocative Passion (2008)
- Real College Girls 16 (2008)
- Remodeled (2008)
- ReXXX (2008)
- Sex in Dangerous Places (2008)
- Sex Spells (2008)
- Sheer Desires (2008)
- Sleepover (2008)
- Sophia's Private Lies 1 (2008)
- Spiked Heels (2008)
- Stuff Her Ballot Box (2008)
- Taboo: Bound and Tied (2008)
- Teen Cuisine Too (2008)
- That Voodoo That You Do (2008)
- Tied Up (2008)
- Totally Mary (2008)
- Traderz (2008)
- Twisted Tails (2008)
- Virgin Diaries (2008)
- When the Cat's Away (2008)
- X Marks the Spot (2008)
- Young Hollywood (2008)
- Barely Legal Summer Camp 3 (2009)
- Cyber Sluts 9 (2009)
- Faithless (2009)
- Fetish Mansion (2009)
- Friends With Benefits (2009)
- Jenna Confidential (2009)
- Jenna's Dirty Secret (2009)
- Kick Ass Chicks 60: Filipinas (2009)
- My Wife's a Tramp (2009)
- Oriental Babysitters (2009)
- Peter North: The Lost Footage (2009)
- Secrets of a Trophy Wife (2009)
- Stuff Dreams are Made Of (2009)
- Uncontrolled Arousals (2009)
- Victoria Zdrok's Guide to Great Sex (2009)
- Wife Switch 6 (2009)
- Young Girls Next Door (2009)
- Barefoot Confidential 65 (2010)
- Beauty and the Feast (2010)
- Cheating Sex (2010)
- Cock Lovers (2010)
- Devil in Miss Jones: The Resurrection (2010)
- Ghost Fuckers (2010)
- Masters of Reality Porn 7 (2010)
- Orgy Sex Parties 11 (2010)
- Sex And Submission: Phoenix Marie (2010)
- Very Bad Wives (2010)
- Video Vixens (2010)
- Wild with Anticipation (2010)
- Fresh (2011)
- Passionate Pleasures (2011)
- Superstar Talent (2011)
- Taboo Tramps (2011)
- Vivid's 102 Cum Shots (2011)
- Breaking Bad XXX: A Sweet Mess Films Parody (2012)
- Crazy in Love (2012)
- Father Figure 3 (2012)
- First Crush (2012)
- Friends With Benefits (2012)
- Kayden's Greatest Hits (2012)
- Teenage Assfixiation (2012)
- Torn (2012)
- Unfaithful (2012)
- Very Best Of Asia Carrera (2012)
- 2 Pricks In 1 Chick 2 (2013)
- Adult Insider 10 (2013)
- Adult Insider 9 (2013)
- Babysitter 9 (2013)
- Cream Pie College Sluts 5 (2013)
- Daddy's Girls (2013)
- Family Business (2013)
- Father Figure 4 (2013)
- Fluid (2013)
- Forbidden Affairs: My Wife's Sister (2013)
- Having Sex With the In-Laws (2013)
- Homecoming (2013)
- Incestuous (2013)
- Laly's Hardcore Wet Dreamz (2013)
- My Girlfriend's Mother 6 (2013)
- Neighbors 3 (2013)
- New Behind the Green Door (2013)
- Newlywed Game XXX: A Porn Parody (2013)
- Sex (2013)
- Sexpionage: The Drake Chronicles (2013)
- Sexually Explicit (2013)
- Shades of Kink 2 (2013)
- Steampunk Alternasluts 2 (2013)
- Stimulant (2013)
- Truth Be Told (2013)
- Tuff Love (2013)
- Underworld (2013)
- Vivid's Award Winners: Best Orgy Sex Scene (2013)
- Wanderlust (2013)
- Cute Little Babysitter (2014)
- Father Figure 5 (2014)
- Swinger 4 (2014)
- Wanted, regia di Stormy Daniels (2015)

### Regista
- Reel Sex World 1 (1994)
- Reel Sex World 2 (1994)
- Reel Sex World 3 (1994)
- Reel Sex World 4 (1994)
- Hard Feelings (1996)
- Mindset (1996)
- Desperate Love (1999)
- Blue Angels 1: The Second Coming (2004)
- Blue Angels 2 (2004)

## Riconoscimenti
AVN Awards
- 1994 – Best Group Sex Scene (video) per A Blaze of Glory con Roxanne Blaze e Crystal Wilder[7]
- 1995 – Best Actor – Film per Chinatown[8]
- 1995 – Best Couples Sex Scene – Film per Dog Walker con Christina Angel[8]
- 1996 – Best Supporting Actor – Film per Forever Young[9]
- 1997 – Best Group Sex Scene (film) per The Show con Christy Canyon, Vince Vouyer e Tony Tedeschi[10]
- 1998 – Best Actor – Film per Bad Wives[11]
- 1998 – Best Anal Sex Scene (film) per Bad Wives con Dyanna Lauren[11]
- 2004 – Best Supporting Actor – Film per Looking In[12]
- 2004 – Best Group Sex Scene (film) per Looking In con Dru Berrymore, Savanna Samson, AnneMarie, Taylor St. Claire, Dale DaBone e Mickey G.[13]
- 2005 – Hall of Fame[14]
- 2013 - Best Actor – Film per Torn[15]
- 2015 - Best Actor – Film per Wetwork[16]
- 2016 – Best Supporting Actor – Film per Peter Pan XXX: An Axel Braun's Parody[17]

XBIZ Awards
- 2013 - Performer Comback of the Year[18]
- 2013 - Best Actor - Feature Movie per Torn[19]
- 2015 - Best Actor - Feature Movie per Wetwork[20]
- 2016 - Best Actor - Feature Release per Wanted[21]

XRCO Award
- 1994 – Best Actor - Single Performance per Dog Walker[22]
- 2007 - Hall of Fame[23]
- 2013 - Best Actor per Torn[24]
- 2013 - Best Cumback[25]
- 2015 - Best Actor per Wetwork[26]

NightMoves Award
- 1995 - Best Actor (Fan's Choice)[27]
- 2004 - Best Actor (Editor's Choice)[28]
- 2013 - National Lifetime achieviment award[29]
- 2015 - Male Performer of the Year (Editor's Choice)[30]